# Ivan Franko
Ivan Yakovych Franko (tiếng Ukraina: Іван Якович Франко, 27 tháng 8 năm 1856 – 28 tháng 5 năm 1916) – là nhà thơ, nhà văn, nhà phê bình, nhà hoạt động chính trị, tác giả của tiểu thuyết trinh thám đầu tiên và thơ hiện đại trong ngôn ngữ Ukraina.
Ông còn là một nhà chính trị cấp tiến, một người sáng lập phong trào xã hội chủ nghĩa và chủ nghĩa dân tộc ở miền tây Ukraina. Cùng với Taras Shevchenko, ông đã có sự tác động to lớn về tư tưởng văn học và chính trị hiện đại ở Ukraina.
Năm 1915 tên ông được đưa vào danh sách bình chọn cho giải Nobel Văn học nhưng do ông chết trước khi Viện Hàn lâm Thụy Điển xét trao giải.

## Tiểu sử
Ivan Franko sinh tại làng Nahuievychi (tiếng Ukraina: Нагуєвичі), đông Galicia của Đế quốc Áo-Hung (nay là các tỉnh miền tây Ukraina). Bố là một thợ rèn gốc Đức, mẹ là một phụ nữ trẻ hơn bố 33 tuổi. Có tài liệu cho rằng mẹ của Franko có nguồn gốc Ba Lan, trong khi những nguồn khác lại cho rằng bà là người Ukraina. Ivan Franko học tiểu học ở trường làng, sau đó học tiếp ở trường gymnazy. Bố mất sớm, tuy nhiên, Ivan Franko được bố dượng quan tâm, tạo điều kiện cho học hành đến nơi đến chốn. Năm 1875 Ivan Franko vào học tại khoa Triết, Đại học Lviv, nơi ông nghiên cứu triết học cổ điển, ngôn ngữ Ukraina và văn học. Tại đây ông bắt đầu nghiệp văn chương của mình với các tác phẩm thơ và tiểu thuyết, được xuất bản bởi tạp chí Druh, nơi mà sau này ông tham gia ban biên tập. 

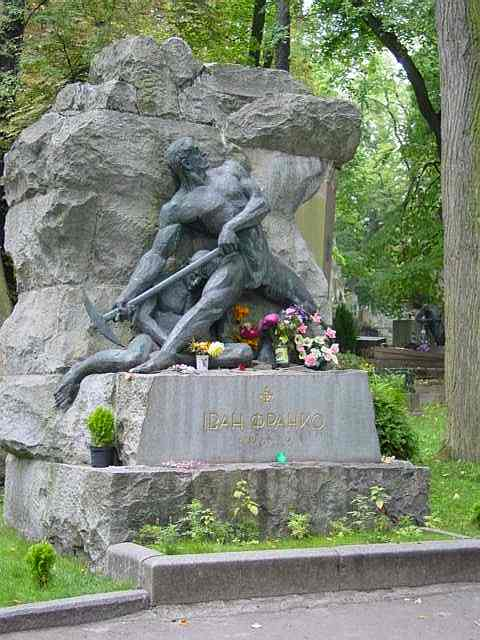
Mộ Ivan Franko ở Lviv

Do tham gia hoạt động cách mạng, Ivan Franko nhiều lần bị bắt giam. Ông bị cáo buộc đã tham gia một tổ chức xã hội chủ nghĩa bí mật. Tuy nhiên, thời gian trong nhà tù đã không ngăn cản các hoạt động chính trị của ông. Trong tù Franko tiếp tục viết nhiều tác phẩm. Sau khi được thả, ông nghiên cứu các tác phẩm của Karl Marx và Friedrich Engels, đóng góp bài viết cho các tờ báo Ba Lan và giúp tổ chức các nhóm công nhân ở Lviv. Năm 1878 Franko và Pavlyk thành lập tạp chí Hromads'kyi Druh (Người bạn của xã hội). Hai lần bị đóng cửa, tuy nhiên, tạp chí được tái sinh dưới tên gọi Dzvin (Chuông) và Molot (Búa).
Năm 1890, sau khi ra tù ông cùng với Pavlik và O. Terletskii  thành lập đảng Cấp tiến Ukraina - Nga, thống nhất nông dân và thợ thủ công, thành lập tạp chí Narod (Nhân dân, 1890). Trong các năm 1894 - 97 cùng với vợ Olha Khoruzhynska xuất bản tạp chí Zhittya I Slovo (Ngôn ngữ và Đời sống). Các bài báo, các bài phê bình và khoa học trong các ấn phẩm này thấm nhuần tư tưởng cách mạng và đề cao tình hữu nghị giữa các dân tộc, tố cáo mạnh mẽ giáo quyền và phản động.
Ngoài các tác phẩm thơ, văn, phê bình của mình, ông cũng dịch các tác phẩm của các nhà thơ nổi tiếng thế giới như William Shakespeare, Lord Byron, Pedro Calderòn de la Barca, Dante Alighieri, Victor Hugo, Adam Mickiewicz, Johann Wolfgang von Goethe và Friedrich Schiller sang tiếng Ukraina.

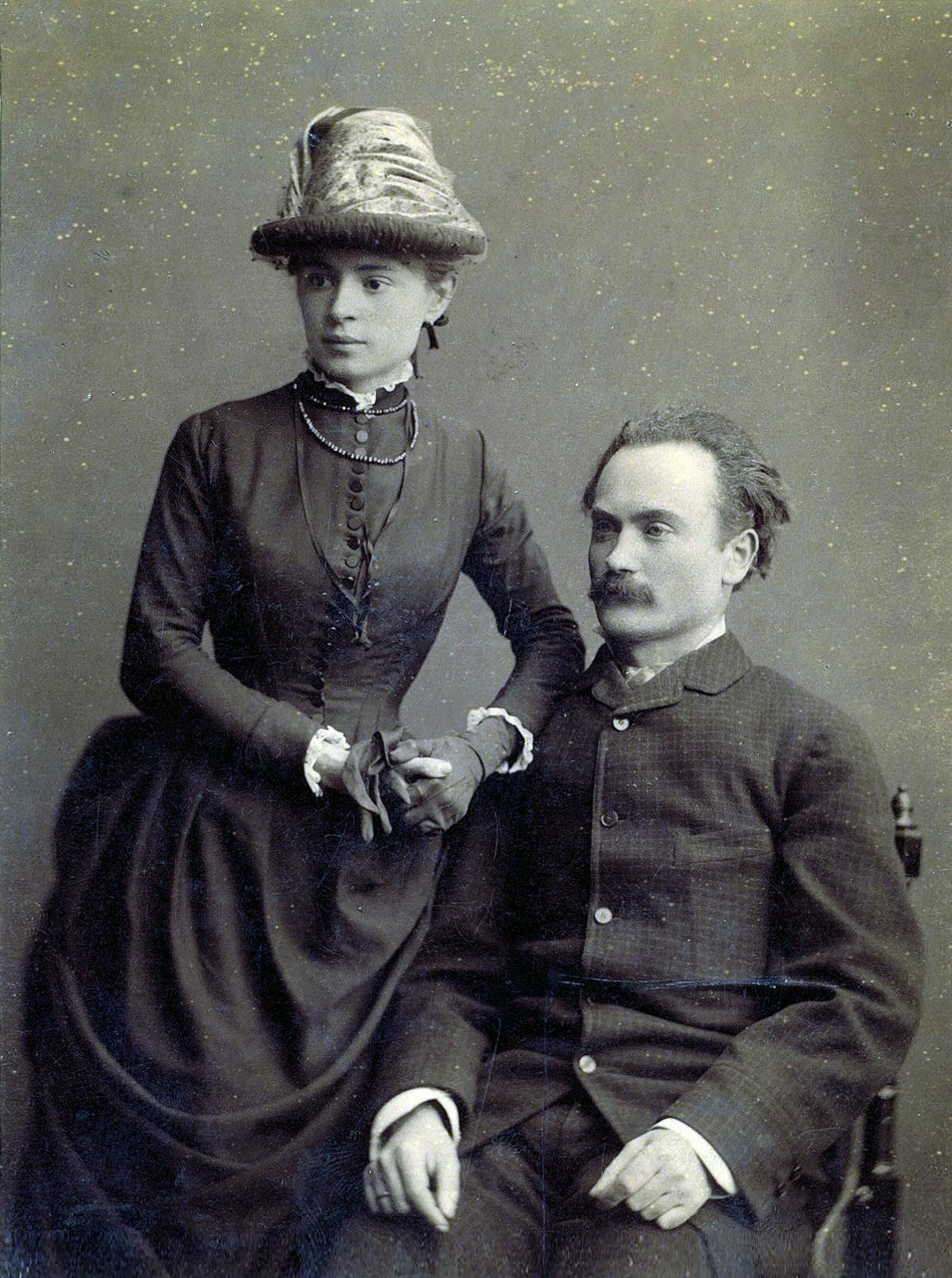
Ivan Franko và vợ năm 1886

Những năm cuối cùng của cuộc đời mình, Ivan Franko bị bệnh thấp dẫn đến tình trạng bị tê liệt cánh tay phải. Ông đã được các con hỗ trợ để viết tác phẩm cuối của mình. Ivan Franko đã chết trong cảnh nghèo đói của thời kỳ Chiến tranh thế giới thứ nhất và được chôn cất tại nghĩa trang Lychakiv ở Lviv. Các con trai của Ivan Franko, Taras và Petro đều trở thành những nhà văn.
Thơ của Ivan Franko được dịch ra nhiều thứ tiếng trên thế giới. Tiếng Việt có bản dịch của Nguyễn Viết Thắng với khoảng 30 bài, đây cũng là những bản dịch duy nhất đến thời điểm hiện tại.

## Di sản
- Lấy theo tên của Ivan Franko, thành phố Stanislav ở miền tây Ukraina (trước đây là Stanisławów của Ba Lan) được đổi thành Ivano-Frankivsk và thị trấn Janov ở tỉnh Lviv được đổi thành Ivano-Frankovo.
- Tên Ivan Franko được đặt cho các đường phố, quảng trường, thư viện, nhà hát, bảo tàng không chỉ ở Ukraina mà còn ở Nga, Kazakhstan, Canada.
- Hình của Ivan Franko được in trên tem thư của Liên Xô cũ, Romania, Ukraina và in trên tờ tiền 20 grivna của Ukraina.